# Frank Adisson
Frank Adisson, né le 24 juillet 1969 à Tarbes, est un sportif français, champion olympique de canoë biplace en 1996 à Atlanta avec Wilfrid Forgues. Il avait déjà participé avec ce dernier lors de l'édition précédente à Barcelone, ils avaient alors décroché la médaille de bronze. Ils ont également remporté plusieurs fois les Championnats de France ainsi que les Championnats du Monde. Il commente le canoë-kayak aux Jeux olympiques d'Athènes 2004 avec Martial Fernandez et ceux de Pékin 2008, de Londres 2012 et de Rio 2016 avec Richard Coffin.
Frank Adisson est également diplômé de l'École Supérieure de Commerce de Lyon.

## Palmarès

### Jeux olympiques
- Jeux olympiques de 1992 à Barcelone (Espagne) :
  -  Médaille de bronze en slalom C-2.
- Jeux olympiques de 1996 à Atlanta (États-Unis) :
  -  Médaille d'or en slalom C-2.

### Championnats du monde de slalom
- Médailles d'or à Tacen (Slovénie) en 1991 et Tres Coroas (Brésil) en 1997
- Médaille d'argent à Nottingham (Royaume-Uni) en 1995
- Médaille de bronze à Mezzana (Italie) en 1993

### Championnats d'Europe de slalom
- Médaille d'argent en C2 à Mezzana (Italie) en 2000

## Distinctions
- Chevalier de la Légion d'honneur (1996)[1].

- Il a eu l'honneur de porter la flamme olympique en canoë, accompagné de Sandra Forgues, pagayeuse, sur l'Adour à Bagnères-de-Bigorre le 19 mai 2024.